# Strobilanthes squalens
Strobilanthes squalens är en akantusväxtart som beskrevs av Spencer Le Marchant Moore. Strobilanthes squalens ingår i släktet Strobilanthes och familjen akantusväxter. Inga underarter finns listade i Catalogue of Life.